# Dibenzopyryliumsalze

Dibenzopyryliumperchlorat

Dibenzopyryliumsalze, veraltet Xanthyliumsalze, sind eine Gruppe ringförmiger (cyclischer), sauerstoffhaltiger chemischer Verbindungen, die zu den Oxoniumsalzen und Heterocyclen zählen. Sie leiten sich formal von Dibenzopyranen ab, in die man eine weitere Doppelbindung eingeführt hat.

## Synthese
Die Umsetzung von Grignard-Verbindungen mit Xanthon und anschließende Hydrolyse liefert einen Alkohol. Dessen Reaktion mit starken Säuren liefert unter Wasserabspaltung Dibenzopyryliumsalze der verwendeten Säure. Aus Chromonen entstehen analog Benzopyryliumsalze, aus Pyran hingegen Pyryliumsalze.